# Grand Mortarieu
Der Grand Mortarieu ist ein kleiner Fluss im Süden von Frankreich, der im Département Tarn-et-Garonne der Region Okzitanien im Ballungsgebiet der Stadt Montauban verläuft.

## Geografie

### Verlauf
Der Grand Mortarieu entspringt im östlichen Gemeindegebiet von Montauban, entwässert generell Richtung Nordwest, umgeht dabei das Ballungszentrum von Montauban im Norden und mündet nach rund 19 Kilometern im Gemeindegebiet von Villemade als linker Nebenfluss in den Aveyron. Im Oberlauf durchläuft der Fluss einen kleinen See. Kurz danach quert er die Autobahn A20 und die Bahnstrecke Les Aubrais-Orléans–Montauban-Ville-Bourbon. Auch am Flugplatz Montauban führt er entlang.

### Orte am Fluss
(Reihenfolge in Fließrichtung)
- Saint-Martial, Gemeinde Montauban
- La Piboulette, Gemeinde Montauban
- Les Chênes, Gemeinde Montauban
- Philippou, Gemeinde Montauban
- Lourmières, Gemeinde Montauban
- Villemade